# 结果加重犯
结果加重犯（德語：Erfolgsqualifikation）或稱加重结果犯，是結果犯的特殊型態，指行為人主觀上出於基礎犯罪的故意，而實行構成要件該當行為，然而卻超過基礎犯罪的不法構成要件所預定之損害結果，亦即出現了較嚴重的結果。

## 概說
根據中華民國刑法第17條的規定，要件共有四個：(一)依據刑法第一條罪刑法定原則，對加重之結果有法律明文規定加重之處罰。(二)確實有加重結果出現。(三)行為人主觀上僅有基礎犯罪行為的故意，但對於加重結果的出現，客觀上必須「能預見」(具備預見可能性)，但並無促成加重結果之故意，因此對於加重之結果至多僅能論以過失。所以加重結果犯是一種行為故意犯和結果過失犯的結合型態。(四)加重結果的出現，必須與基礎犯罪之不法構成要件之間具有因果關係，無因果關係時不能成立犯罪。
就此會區分基礎犯罪行為是結果危險或是行為危險。如果是行為危險，例如第328條第3項的強盜致死罪，就是規範強盜行為危險的類型，所以只要行為與結果具備特別危險關聯，則加重結果就會基礎構成要件行為間具備因果關係。如果是結果危險類型，例如第277條第2項的傷害致死罪，就是規範結果危險的類型，需要基礎傷害構成要件結果與加重結果之間具特別危險關聯，才會認為加重結果和基礎構成要件之間具備因果關係。行為危險和結果危險的區分實益，就是判斷基礎構成要件是否需要既遂。如果是行為危險類型，即使基礎行為未遂，仍然有成立加重結果犯的可能；而在結果危險的類型上，則必須要基礎行為既遂，才有成立加重結果犯的可能。
在結果加重犯的使用上，中華民國司法實務對其行為與結果間的因果推論，採的是客觀的相當因果關係，亦即審查行為當時所有客觀上的條件，若有行為，是否通常會產生如此結果而判定有無因果，因而延伸至有無預見可能性。如持刀砍向他人，一般人皆不會因相同「傷害」而有重傷、死亡风险，但被害人身患血友病而行為人不知悉時，被行為人即因血友病無法凝結血液而失血過多死亡。於此例中，行為人本無預見他人是否身患特殊疾病，現實中亦無行凶前詢問被行為人有無特殊疾病的可能性，故學界通說皆認為無預見可能性，行為人僅需負傷害罪之責任，對於加重之死亡結果則不需負責。惟司法實務的觀點則認為：當下客觀條件係以刀砍向血友病患者，通常會造成血流不止，可能造成死亡結果，因此行為人仍成立加重結果。